# Changes (album de Justin Bieber)
Pour les articles homonymes, voir Changes.
Albums de Justin Bieber
Purpose
(2015) Justice
(2021)
Singles
1. Yummy
Sortie : 3 janvier 2020
2. Intentions (feat. Quavo)
Sortie : 7 février 2020

Changes est le 5e album studio du chanteur canadien Justin Bieber. Il est sorti le 14 février 2020
Avec cet album, il bat un record historique : il devient le plus jeune artiste à placer un septième projet à la première place du Billboard. Elvis Presley avait 26 ans lorsqu'il a accompli la même prouesse, tandis que Justin Bieber en a 25 lors de la sortie de Changes. Justin Bieber avait déjà réussi à placer en première position du classement Billboard quatre autres albums studios, un album de remix et un acoustique. Le Billboard publie un classement chaque semaine et annonce une vente de 231 000 albums Changes aux États-Unis pour la semaine du 17 février 2020.

## Histoire
Le chanteur n'avait pas sorti d'album depuis plus de quatre années. Son retrait de la musique avait coïncidé avec une difficulté à vivre la célébrité et une phase de dépression, qu'il évoque dans cet album. Justin Bieber développe également longuement le thème de l'amour rédempteur, dédiant plusieurs chansons à sa femme, Hailey Baldwin, épousée en 2018. De nombreuses chansons relatent le bonheur trouvé auprès d'elle, un amour qu'il présente comme un refuge le protégeant des difficultés de la célébrité,,. Un autre thème récurrent de l'album est son désir d'évoluer et de vivre désormais dans un environnement sain, après une descente dans la drogue qu'il présente en interview comme inquiétante : « J'étais en train de mourir. Mon personnel de sécurité entrait dans ma chambre la nuit pour vérifier mon pouls. Les gens ne savaient pas à quel point c'était grave ». Dans l'album Changes, il se présente désormais comme une personne qui préfère cocooner chez lui avec son épouse. Il chante dans Confirmation : « Tout ce que vous voulez/et tout ce dont vous avez vraiment besoin est à la maison »,.
Pour son retour musical, Justin Bieber a choisi de collaborer avec d'autres artistes, des stars, notamment les chanteuses Kehlani et Summer Walker, et des rappeurs tels Post Malone pour le titre Forever, Travis Scott pour le morceau Second Emotion, ou encore Quavo et Lil Dicky,,,. L'album a une coloration R&B, « pop et rap », et il est un « recueil de chansons douces et amoureuses ».
Trois chansons sont plus spécialement dédiée à des déclarations d'amour à son épouse : All around me, Forever, et Second Emotion. Par exemple, il chante dans All around me : « Notre amour est inconditionnel. J’ai besoin de toi autour de moi. [...] Je n’ai jamais pensé que je pourrais un jour être fidèle à quelqu’un d’autre que moi. [...] Je suppose que tout est possible avec ton aide. Tout est possible depuis que tu fais fondre mon cœur, [depuis que tu ] m'as donné la meilleure main que j’ai jamais eue ».
Justin Bieber a soigné la promotion de cet album, : il est apparu dans divers talk-shows, par exemple le Carpool Karaoke, et il a mis en ligne sur Youtube une série très intimiste dénommée Seasons, dans laquelle il dévoile notamment être atteint par la maladie de Lyme, avoir commencé à fumer du cannabis lorsqu'il avait environ 12 ou 13 ans, etc,,.

## Titres
| No  | Titre                       | Durée |
| --- | --------------------------- | ----- |
| 1.  | All Around Me               | 2:17  |
| 2.  | Habitual                    | 2:48  |
| 3.  | Come Around Me              | 3:21  |
| 4.  | Intentions                  | 3:33  |
| 5.  | Yummy                       | 3:29  |
| 6.  | Available                   | 3:15  |
| 7.  | Forever                     | 3:40  |
| 8.  | Running Over                | 3:00  |
| 9.  | Take It Out On Me           | 2:58  |
| 10. | Second Emotion              | 3:23  |
| 11. | Get Me                      | 3:06  |
| 12. | E.T.A.                      | 2:57  |
| 13. | Changes                     | 2:16  |
| 14. | Confirmation                | 2:51  |
| 15. | That's What Love Is         | 2:45  |
| 16. | At Least For Now            | 2:30  |
| 17. | Yummy (Summer Walker Remix) | 3:29  |

## Certifications
| Pays              | Certification | Unités certifiées |
| ----------------- | ------------- | ----------------- |
| États-Unis (RIAA) | Platine       | 1 000 000         |
| France (SNEP)     | Or            | 50 000            |